# Guds styvbarn
Guds styvbarn (originaltitel Children of a Lesser God) är en amerikansk pjäs av Mark Medoff. Den hade premiär på Mark Taper Forum år 1979. Den belönades med Tony Award för bästa pjäs året därpå.
Pjäsen var förlaga till filmen Bortom alla ord från 1986.
Pjäsen hade svensk premiär den 26 september 1981 på Malmö stadsteater. Sven Barthel gjorde den svenska översättningen.

## Handling
Guds styvbarn handlar om Sarah som vägrar lära sig läsa på läppar och nöjer sig med teckenspråk.